# مات غاريسون
مات غاريسون (بالإنجليزية: Matt Garrison)‏ هو عازف جاز ورائد أعمال أمريكي، ولد في 2 يونيو 1970 في نيويورك في الولايات المتحدة.

## وصلات خارجية
- مات غاريسون على موقع ميوزك برينز (الإنجليزية)
- مات غاريسون على موقع ديسكوغز (الإنجليزية)